# Pavlo Škapenko
Pavlo Škapenko (ukrajinsky Павло Леонідович Шкапенко, (16. prosince 1972, Záporoží – 17. dubna 2023, Kyjev) byl ukrajinský fotbalista, záložník.

## Fotbalová kariéra
Začínal v týmu FK Metalurh Zaporižžja, za který odehrál 6 utkání v nejvyšší soutěži Sovětského svazu. Dále hrál za FK Dynamo Kyjev, se kterým získal šestkrát mistrovský titul a třikrát ukrajinský fotbalový pohár. Od roku 1998 hrál za FK CSKA Kyjev a v Rusku postupně za Uralan Elista, FK Torpedo Moskva, FK Šinnik Jaroslavl, FK Tom Tomsk a FK Kubáň Krasnodar. V Lize mistrů UEFA nastoupil ve 4 utkáních a dal 1 gól, v Poháru vítězů pohárů nastoupil v 1 utkání a v Evropské lize UEFA nastoupil v 5 utkáních a dal 1 gól. Za ukrajinskou reprezentaci nastoupil v letech 1993–1997 v 10 utkáních. 

## Ligová bilance
| Ročník                                 | Zápasy | Góly | Klub                   |
| -------------------------------------- | ------ | ---- | ---------------------- |
| Sovětská fotbalová Pervaja liga 1990   | 1      | 0    | FK Metalurh Zaporižžja |
| Sovětská fotbalová Vysšaja liga 1991   | 6      | 0    | FK Metalurh Zaporižžja |
| 1. ukrajinská liga 1992                | 12     | 4    | FK Metalurh Zaporižžja |
| 1. ukrajinská liga 1992/1993           | 27     | 8    | FK Dynamo Kyjev        |
| 1. ukrajinská liga 1993/1994           | 31     | 12   | FK Dynamo Kyjev        |
| 1. ukrajinská liga 1994/1995           | 24     | 8    | FK Dynamo Kyjev        |
| 1. ukrajinská liga 1995/1996           | 19     | 2    | FK Dynamo Kyjev        |
| 1. ukrajinská liga 1996/1997           | 14     | 1    | FK Dynamo Kyjev        |
| 1. ukrajinská liga 1997/1998           | 6      | 2    | FK Dynamo Kyjev        |
| 1. ukrajinská liga 1998/1999           | 14     | 2    | FK CSKA Kyjev          |
| 1. ruská liga 1999                     | 1      | 0    | Uralan Elista          |
| 1. ruská liga 1999                     | 19     | 4    | FK Torpedo Moskva      |
| 1. ruská liga 2000                     | 10     | 1    | FK Torpedo Moskva      |
| 1. ruská liga 2001                     | 9      | 0    | FK Torpedo Moskva      |
| 2. ruská liga 2001                     | 16     | 8    | FK Šinnik Jaroslavl    |
| 2. ruská liga 2002                     | 22     | 6    | FK Tom Tomsk           |
| 2. ruská liga 2003                     | 14     | 0    | FK Kubáň Krasnodar     |
| CELKEM Sovětská fotbalová Vysšaja liga | 6      | 0    |                        |
| CELKEM 1. ukrajinská liga              | 147    | 39   |                        |
| CELKEM 1. ruská liga                   | 36     | 5    |                        |